# 自說品
《自說品》，音譯為《優陀那品》，是蒐集了初期佛教時期佛陀感興而發的格言式偈頌。《自說品》的許多品名、偈頌和整體形式類似於《巴利三藏·小部》中的《法句經》與《自說經》，但非巴利三藏的一部分，屬於說一切有部的傳承。現存兩種梵語版本，兩種漢譯版本以及兩、三種藏語版本。

## 名稱
說一切有部將其法句命名為《自說品》（Udānavarga）。Udāna，意譯作「自說」、「感興語」，《出曜經》譯為「出曜」，《法集要頌經》譯作「法頌」。

## 內容
《自說品》分為33品，約900多偈。33品標題為：
| 品 | 梵語標題        | 漢譯     |
| -- | --------------- | -------- |
| 1  | Anityavarga     | 無常品   |
| 2  | Kāmavarga       | 欲樂品   |
| 3  | Tṛṣṇāvarga      | 貪愛品   |
| 4  | Apramādavarga   | 不放逸品 |
| 5  | Priyavarga      | 喜愛品   |
| 6  | Śīlavarga       | 戒品     |
| 7  | Sucaritavarga   | 善行品   |
| 8  | Vācavarga       | 言語品   |
| 9  | Karmavarga      | 業品     |
| 10 | Śraddhāvargas   | 信品     |
| 11 | Śramaṇavarga    | 沙門品   |
| 12 | Mārgavarga      | 道品     |
| 13 | Satkāravarga    | 利養品   |
| 14 | Drohavarga      | 害品     |
| 15 | Smṛtivarga      | 惟念品   |
| 16 | Prakirṇakavarga | 雜品     |
| 17 | Udakavarga      | 水品     |
| 18 | Puṣpavarga      | 花品     |
| 19 | Aśvavarga       | 馬喻品   |
| 20 | Krodhavarga     | 忿怒品   |
| 21 | Tathāgatavarga  | 如來品   |
| 22 | Śrutavarga      | 多聞品   |
| 23 | Ātmavarga       | 我品     |
| 24 | Peyālavarga     | 廣演品   |
| 25 | Mitravarga      | 善友品   |
| 26 | Nirvāṇavarga    | 涅槃品   |
| 27 | Paśyavarga      | 觀品     |
| 28 | Pāpavarga       | 惡品     |
| 29 | Yugavarga       | 雙要品   |
| 30 | Sukhavarga      | 樂品     |
| 31 | Cittavarga      | 心品     |
| 32 | Bhikṣuvarga     | 比丘品   |
| 33 | Brāhmaṇavarga   | 婆羅門品 |

## 版本
現存梵語版《自說品》屬於說一切有部。其中使用古典梵語的版本較為知名，是法救所編，出土了多份寫本與殘卷，內容也被一些作品引用。Franz Bernhard將其整理出版。這是現存《自說品》及《法句經》最長的版本，971偈分為33品。
使用佛教混合梵語的版本在龜茲東北出土，它是於三世紀時以婆羅米文寫成，現藏法國國家圖書館。此版有33品，超過600偈。與巴利語《法句經》的偈頌相比對，古典梵語的版本有更多的差異，而佛教混合梵語的版本差異較小。
漢傳佛教《大正藏》收錄兩種《自說品》的漢譯本。《出曜經》於399年由竺佛念譯出，934偈分為33品，保存了對《自說品》的註解。《法集要頌經》於985年由天息災譯出，933偈分為33品，沒有註解。
藏語版是由Vidyaprabhakara於九世紀時譯成藏語，包括了慧鎧的註解。該版現已譯成英文出版。

## 編集
通常認為編集者是法救。如《大毘婆沙論》中說「佛去世後 ，大德法救展傳得聞，隨順纂集，制立品名。謂集無常頌，立為無常品；乃至集梵志頌， 立為梵志品」。 
Brough引用《大智度論》，將其敘述解讀為是指佛陀涅槃後立刻就編集了《自說品》，認為是在第一次結集的時候就開始編集，而法救的貢獻是撰作註解。印順法師認為法救是說一切有部《法句經》的擴編者，而不是創編。

## 文本比較
梵語與藏語《自說品》的內容大致相同，其中約360偈與巴利語《法句經》大致相同。
《自說品》與《法句經》的比較如下表：
| 名稱                   | 品數 | 偈數 | 類別                       |
| ---------------------- | ---- | ---- | -------------------------- |
| 《小部·法句》          | 26   | 423  | 巴利本《法句》             |
| 《法句經》             | 39   | 758  | 兩個不同來源的合編本       |
| 《法句譬喻經》         | 39   | 284  | 合編本的譬喻               |
| 《出曜經》             | 33   | 934  | 梵語《自說品》及其註解漢譯 |
| 《法集要頌經》         | 33   | 933  | 梵語《自說品》漢譯         |
| 古典梵語《自說品》     | 33   | 971  | 梵語《自說品》             |
| 佛教混合梵語《自說品》 | 33   | 600+ | 梵語《自說品》             |
| 藏語《自說品》         | 33   | 989  | 梵語《自說品》藏譯         |

## 衍生作品
《自說鬘》是以龜茲語（西方稱為「乙種吐火羅語」）寫成的散文，註解《自說品》。
《自說讚》是以龜茲語寫成的韻文，唱頌書寫《自說品》的功德。

## 引用
1. 1 2  淨海（2012年）
2. ↑  印順 (2002)〈第八章 九分教與十二分教・第三節 記說‧伽陀‧優陀那・第二項 伽陀與優陀那 （页面存档备份，存于）〉
3. ↑  《阿毘達磨順正理論》：「言自說者，謂不因請，世尊欲令正法久住，覩希奇事悅意自說妙辯等流，如說此那伽由彼那伽等。」
4. ↑  芝峯（據日譯本）譯《南傳中部經典》：「諸比丘．若善男子學法．謂經、應頌、解說、諷頌、感興語、如是語、本生、未曾有法、有明．亦復如是。」
5. ↑  《出曜經》：「六者出曜，所謂出曜者從無常至梵志，採眾經之要藏，演說布現以訓將來，故名出曜。」
《大智度論》：「又如佛涅槃後，諸弟子抄集要偈：諸無常偈等作無常品，乃至婆羅門偈等作婆羅門品，亦名優陀那。」
6. 1 2  
《Udānavarga》〈無常品〉：「已遣除惛沈與睡眠，已令心歡喜之後，你們應該專心聽我將說的法，此法為佛所宣說的自說頌。（stīnamiddhaṃ vinodyeha sampraharṣya ca mānasam | | śṛṇutemaṃ pravakṣyāmi udānaṃ jina bhāṣitam）」

《法句經》(T210) 〈無常品〉：「睡眠解寤，宜歡喜思，聽我所說，撰記佛言。」

《出曜經》(T212) 〈無常品〉：「睡眠解寤，宜歡喜思，聽我所說，撰記出曜。」

《法集要頌經》(T213) 〈有為品〉：「能覺悟煩惱，宜發歡喜心，今聽我所集，佛所宣法頌。」
7. ↑  梵語標題見Bernhard (1965). 漢譯標題參考法句經各版漢譯。
8. ↑  Roebuck（2010年），第32-33页
9. ↑  Roebuck（2010年），第32页
10. ↑  Roebuck（2010年），第33页
11. ↑  Roebuck（2010年），第51页
12. ↑  《出曜經》見大正藏212經 （页面存档备份，存于）。《法集要頌經》見大正藏213經 （页面存档备份，存于）。
13. ↑  Roebuck（2010年），第52页
14. ↑  Beth Lee Simon (编). . compiled by Dharmatrāta ; translated and introduced by Gareth Sparham ; with guidance from Lobsang Gyatso and Ngawang Thekchok. Wisdom Publications. 1986年  [2018-05-11]. ISBN 978-0861710126. （原始内容存档于2019-02-06）.（英文）
15. ↑  W. Woodville Rockhill. . London: Trübner & Co. 1883年.
16. ↑  聖者龍樹. .   [2018-09-16]. （原始内容存档于2018-09-16）.
17. ↑  Brough（2000年），第40页
18. ↑  印順. .   [2024-06-26]. （原始内容存档于2024-02-23）.
19. 1 2  Lenz（2003年），第12页
20. ↑  Meunier（2012年），第77页
21. ↑  Peyrot（2016年），第305页